# Coelotilapia joka
Coelotilapia joka (Syn.: Tilapia joka) ist eine afrikanische Buntbarschart, die in Unterläufen von Flüssen Sierra Leones und des westlichen Liberia vorkommt.

## Merkmale
Coelotilapia joka wird maximal 9,6 cm lang, hat eine typische Buntbarschgestalt und ein abgerundetes Kopfprofil. Auf den Körperseiten finden sich 7 bis 8 dunkle Bänder, die breiter sind als die hellen Zwischenräume. Ein Tilapiafleck auf der Rückenflosse fehlt. Die Bauchflossen sind zugespitzt. Die Zähne der äußeren Reihen in beiden Kiefern sind zweispitzig, die Zähne der inneren Reihen kleiner und dreispitzig. Die unteren Pharyngealia sind ebenso lang wie breit und mit der fünften Ceratobranchiale (unterer Schlundkiefer) zusammengewachsen. Der zahnlose vordere Abschnitt der Pharyngealia ist kürzer oder genauso lang wie der bezahnte Bereich. Die Schlundzähne sind zwei- und dreispitzig. Auf dem ersten Kiemenbogen sitzen 8 bis 11 Kiemenreusenstrahlen. Mikro-Kiemenrechen fehlen. Die Schuppen sind cycloid.
- Flossenformel: Dorsale XV–XVII/11–13;  Anale III/8–9.
- Schuppenformel: mLR 26–27.

## Gefährdung
In der Roten Liste der IUCN wird der Status der Art als gefährdet (Vulnerable) angegeben.